# Kościół Prawosławny Francji
Kościół Prawosławny Francji (ang. Orthodox Church in France, fr. Eglise Catholique Orthodoxe de France, inne nazwy: Kościół Katolicko-Prawosławny Francji) – Kościół prawosławny działający na terenie Francji, Stanów Zjednoczonych, Argentyny oraz Niemiec. Kościół ten posiada trzy diecezje na terenie Francji oraz kilkanaście parafii rozsianych po Europie oraz Ameryce Północnej i Ameryce Południowej. Zwierzchnikiem ECOF jest abp Germain (Bertrand-Hardy). Według danych statystycznych z 2020 r. posiada we Francji ok. 2500 wiernych oraz ok. 500 osób zgromadzonych w misjach Kościoła na świecie.

## Historia

### Powstanie
Pionierem zachodniego rytu prawosławia we Francji był ks. Louis-Charles Winnaert, który wraz z grupą parafian w 1918 r. odłączył się od Kościoła Rzymskokatolickiego. Do 1922 r. pozostawali pod jurysdykcją m.in. Kościoła Starokatolickiego oraz Kościoła Anglikańskiego. W kwietniu 1922 r. grupa Winnaerta została zarejestrowana jako stowarzyszenie religijne pod nazwą Wolny Kościół Katolicki Francji. Po wyborze Winnaerta przez jego zwolenników na biskupa, biskup James Ingall Wedgwood z Liberalnego Kościoła Katolickiego wyświęcił Winnaerta na biskupa. Współpraca nie trwała jednak długo, ze względu na współpracę konsekratora Winnaerta ze środowiskami masońskimi oraz okultystycznymi. Winnaert działał niezależnie aż do 1932 r., kiedy to wraz z wiernymi (na tamten okres grupę skupioną wokół ks. Winnaerta szacuje się na około 1500 osób) złożyli akces do Rosyjskiego Kościoła Prawosławnego. Synod RKP w 1936 r. wyraził zgodę na objęcie jurysdykcją Winnaerta, jednakże nie uznał jego święceń biskupich oraz nakazał mu uregulowanie spraw małżeńskich. Louis-Charles Winnaert został administratorem parafii we Francji pozostających pod jurysdykcją Rosyjskiego Kościoła Prawosławnego.

### Rozwój po śmierci Winnaerta
W 1937 roku umiera archimandryta Winnaert. Rosyjski Kościół Prawosławny wyraża zgodę na święcenia Jewgrafa Kowalewskiego, aktywnego działacza cerkiewnego, wybitnego filologa i znawcy teologii prawosławnej. Od tego momentu do śmierci kierował parafią św. Ireneusza w Paryżu. Był członkiem bractwa św. Focjusza z Paryżu, w jego ramach organizował prawosławne parafie rytu gallikańskiego (zachodniego) w strukturach Zachodnioeuropejskiego Egzarchatu Rosyjskiego Kościoła Prawosławnego, następnie Zachodnioeuropejskiego Egzarchatu Parafii Rosyjskich i od 1945 powtórnie Patriarchatu Moskiewskiego.  Zmobilizowany w 1939 do armii francuskiej, rok później dostał się do niewoli i do 1944 przebywał w obozie jenieckim. W 1945 otrzymał godność protoprezbitera. Dwa lata później założył w Paryżu Prawosławny Instytut św. Dionizego, w którym językiem wykładowym był język francuski. Publikował prace z zakresu prawosławnej dogmatyki, liturgiki i egzegezy biblijnej. W 1953 razem ze znaczną częścią placówek duszpasterskich rytu gallikańskiego wystąpił z jurysdykcji Patriarchatu Moskiewskiego i jednostronnie utworzył autonomiczny Kościół Katolicko-Prawosławny Francji (ECOF), część Zachodnioeuropejskiego Egzarchatu Parafii Rosyjskich. Następnie zerwał również z tą jurysdykcją. Według A. Slesariewa na jego decyzję miały wpływ względy osobiste. W 1953 Patriarchat Moskiewski nominował drugiego biskupa do służby duszpasterskiej we Francji, w szczególności do pracy z wiernymi francuskimi. Ks. Kowalewski liczył na uzyskanie nominacji biskupiej z uwagi na swoje wcześniejsze zaangażowanie na tym polu, jednak nominowany został inny kandydat – Mikołaj (Jeriomin).

### Współpraca z Rosyjskim Kościołem Prawosławnym poza granicami Rosji
W 1960 dzięki staraniom arcybiskupa San Francisco Jana parafie kierowane przez Kowalewskiego stały się częścią Rosyjskiego Kościoła Prawosławnego poza granicami Rosji. Kościół Prawosławny Francji zachował autonomię i prawo do posługiwania się rytem zachodnim, do którego arcybiskup San Francisco odnosił się z wielkim szacunkiem i w którym widział szansę na skuteczne prowadzenie misji prawosławnej na zachodzie Europy. W tejże jurysdykcji 11 listopada 1964 ks. Kowalewski został wyświęcony na biskupa Saint-Denis po uprzednim złożeniu wieczystych ślubów mniszych, w czasie których przyjął imię zakonne Jan Nektariusz.
W 1966 arcybiskup San Francisco zmarł. Po tym wydarzeniu relacje biskupa Jana Nektariusza z Synodem Rosyjskiego Kościoła Prawosławnego poza granicami Rosji natychmiast się pogorszyły. Hierarcha Cerkwi Zagranicznej żądała od parafii rytu zachodniego przejścia na ryt bizantyjski, czego biskup Jan Nektariusz stanowczo odmawiał. Ostatecznie został pozbawiony święceń kapłańskich, czego nie uznał, a kierowana przez niego struktura autonomiczna wystąpiła jednostronnie z dotychczasowej jurysdykcji. Kowalewski zmarł cztery lata później, nie podlegając żadnemu kanonicznemu Kościołowi prawosławnemu. W 1967 ubiegał się, bez powodzenia, o przyjęcie kierowanych przez siebie struktur w jurysdykcję PAKP, na prawach autonomii. Stojący na czele PAKP metropolita Stefan nie wykazał jednak entuzjazmu dla tej propozycji, przekazał sprawę do konsultacji z Patriarchatem Moskiewskim, a następnie nie nadał jej dalszego biegu. Rozmowy o uregulowaniu swojej sytuacji kanonicznej Jan Nektariusz (Kowalewski) prowadził następnie z patriarchą rumuńskim Justynianem, jednak i tym razem nie zakończyły się one porozumieniem.

### Samodzielny Kościół
Dopiero po śmierci abpa Jana Nektariusza w 1970, ponownie rozpoczęto rozmowy z Patriarchatem Rumuńskim, który w 1972 r. objął jurysdykcją kanoniczną strukturę we Francji, jednocześnie konsekrując dla niej biskupa, dzisiejszego Zwierzchnika Kościoła, Germaina (Betrand-Hardego). W 1993 r. Kościół Prawosławny Rumunii przestał udzielać jurysdykcji wspólnocie we Francji. Wspólnota we Francji na Zgromadzeniu Ogólnym Kościoła nie przyjęła decyzji wydanych przez Patriarchat Rumuński (zaprzestanie pełnienia jakiejkolwiek posługi przez duchownych Kościoła oraz włączenie się w struktury Serbskiego Kościoła Prawosławnego we Francji) i rozpoczęła działalność jako niezależna wspólnota prawosławna pod bezpośrednią jurysdykcją arcybiskupa Germaina. W 2000 roku po ujawnieniu zawartego ślubu  przez abpa Germaina z francuską baronową kilka parafii Kościoła postanowiło odejść i utworzyć samodzielne struktury, jednakże tylko dwie przetrwały próbę czasu i dzisiaj tworzą Kościół Prawosławny Galów. Sam abp Germain oddał się do dyspozycji Zgromadzenia Ogólnego Kościoła, które zdecydowaną większością przegłosowało wotum zaufania względem Zwierzchnika który zachował urząd.
Kościół po 2005 r. zaczął przeżywać ponowny renesans, tworząc w odpowiedzi na prośby wiernych nowe parafie oraz organizując wykłady, konferencje, kursy ikonopisarstwa i śpiewu cerkiewnego które gromadziły duże grupy zainteresowanych. Regularnie wydaje książki liturgiczne, teologiczne oraz historyczne, będące dziełami duchowieństwa Kościoła. W 2016 roku, na Zgromadzeniu Ogólnym Kościoła wybrano nowego biskupa - ks. Jeana-Louis Guillauda, który przyjął imię Benedykt. Po inkardynacji biskupa Kasjana z Rosyjskiej Cerkwi Prawosławnej na Uchodźstwie, Zgromadzenie Ogólne Kościoła zdecydowało o utworzeniu trzech diecezji Kościoła i ustanowieniu nowo powołanych biskupów ich ordynariuszami.
7 sierpnia 2023 r. zmarł zwierzchnik Kościoła, abp Germain; od tego czasu na urzędzie zwierzchnika występuje wakat.